# 沖縄カトリック小学校
沖縄カトリック小学校（おきなわカトリックしょうがっこう）は、沖縄県宜野湾市真栄原三丁目にある私立小学校。カトリックの理念に基づいた教育を行っている。
1年生から週2回母語話者の教員が英語の授業を行なっている。併設校に真栄原カトリック幼稚園、沖縄カトリック中学校・高等学校がある。

## 沿革
- 1979年4月 - 真栄原カトリック幼稚園開設
- 1987年4月 - 学校法人カトリック沖縄学園設立
- 1988年4月 - 沖縄カトリック小学校開校
- 1994年4月 - 沖縄カトリック中学校開校
- 2004年4月 - 沖縄カトリック高等学校開校